# Urbanistica di San Giovanni in Fiore
(Maria Brandon Albini, Calabria 1956)

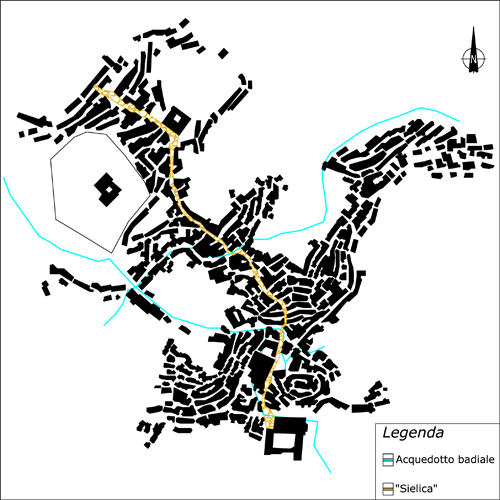
Il centro storico di San Giovanni in Fiore

San Giovanni in Fiore, posto nel cuore della Sila, poggia le basi della sua storia urbanistica sulla nascita del monastero Florense. Questo sarà l'elemento distintivo sulla quale si svilupperà il centro urbano, ossia, essere nato esclusivamente da una comunità monastica. Il secondo elemento da evidenziare, è la posizione baricentrica del nucleo urbano, sulla direttrice Cosenza-Crotone, ponendosi come “cerniera” fra il territorio della Sila e quello dell'altro marchesato Crotonese, posto in posizione baricentrica fra le città capoluogo di Cosenza, ad ovest e Crotone ad est. Il territorio abbraccia un piccolo bacino geografico che comprende alcuni piccoli comuni quali Cerenzia, Caccuri, Castelsilano e Belvedere di Spinello a sud, e Savelli.

## Cronologia storica
Una prima suddivisione, riguardo l'urbanizzazione del territorio comunale è fra il centro urbano sviluppato su Monte Difesa; e le frazioni antiche e moderne. Per ciò che riguarda il centro urbano questo può essere analizzato a seconda di sei fasi “storiche”, che vanno dal 1200 fino alla prima metà del Novecento, ed una fase “contemporanea” post-bellica che inizia nel 1950 e termina alla fine degli anni novanta del secolo scorso.
Le fasi storiche, secondo alcuni studi, sono concentrate in queste fasce temporali:
- I fase: dalla nascita del monastero e i primi secoli, fase del complesso abadiale;
- II fase: il casale fino a metà del Cinquecento, fase della nascita dell'Università civica;
- III fase: seconda metà del Cinquecento e primi anni del Seicento, primo sviluppo della città;
- IV fase: tra Seicento e Settecento, sviluppo dei rioni popolari;
- V fase: tra Settecento e Ottocento, fase dell'arrivo delle famiglie signorili;
- VI fase: tra Ottocento e metà del Novecento, fase del consolidamento urbano.

## I Fase: il complesso abadiale

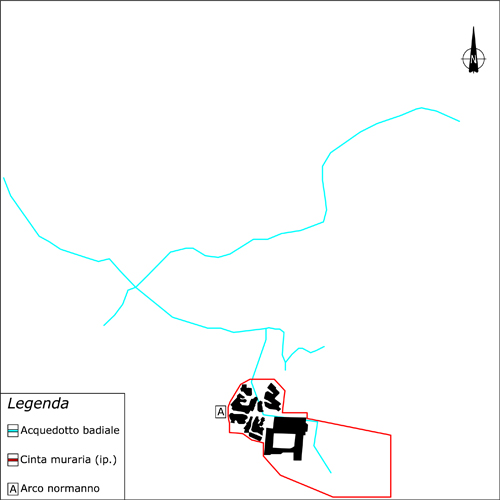
Il complesso abadiale

Il primo edificio realizzato a San Giovanni in Fiore è l'Abbazia Florense. Per portare a compimento l'opera ci vollero circa 14 anni, con conseguenti sacrifici sia per l'onerosità del progetto, sia per le condizioni climatiche ed orografiche della Sila. Durante la lavorazione del monastero, la comunità monastica fu costretta a vivere "in disagevoli baracche di legno, costruite ai piedi del gigantesco cantiere". Il monastero venne progettato e realizzato nello stile romanico-gotico dell'architettura cistercense, imponente e solenne, con linee architettoniche semplici, povere ma originali, seguendo le linee della riforma florense. Gli anni successivi al completamento del monastero, furono impiegati per il completamento della fabrica florense, che verrà terminata intorno al 1230. Tutto il complesso monastico era protetto da una cinta muraria continua, interrotta solo in alcuni punti d'accesso in archi in pietra, dette porte d'ingresso. Sulle porte d'ingresso vi sono due linee teoriche diverse, la prima teorizza più porte d'ingresso della stessa cinta, mentre la seconda ipotizza un'unica porta d'accesso, costituita in parte dal rimanente Arco normanno, e in parte da un altro arco retrostante del quale restano solo gli ammorsamenti della base. Il "maestro di fabbrica" del cantiere del complesso monastico, fu un certo "frate Giuliano" che operò a San Giovanni in Fiore dal 1215 fino al 1234, anche se vi è l'ipotesi di altre attività profuse da altri "maestri di fabbrica". La cinta muraria è andata completamente scomparsa, salvo impercettibili tracce e pochissimi resti, poiché nel corso dei secoli, i saccheggi, gli assalti e l'incuria, hanno provveduto a farne perdere traccia. Vi è anche l'ipotesi del riuso dei resti della cinta per altri utilizzi, come sicuramente, molte parti di questa, sono state assorbite dall'edilizia che è sopraggiunta dopo il 1500, quando la cinta, già in disuso, non aveva più l'utilità per la quale era stata generata.
La fabbrica monastica comprendeva, dunque, oltre il già citato monastero florense, anche una serie di altri edifici tutti racchiusi all'interno della cinta muraria, capaci a far fronte a tutte le necessità della comunità monastica. Vi erano dunque gli ospizi, l'infermeria, il mulino funzionante grazie all'acquedotto badiale, vari laboratori anche officinali, forno, granai e dispense per la conservazione del raccolto, i fienili e le stalle per gli animali, e le case ospitanti i monaci e chi in caso, sarebbe salito sulle pendici delle Sila, e necessitava di ospitalità.

## II Fase: nascita dell'Università civica

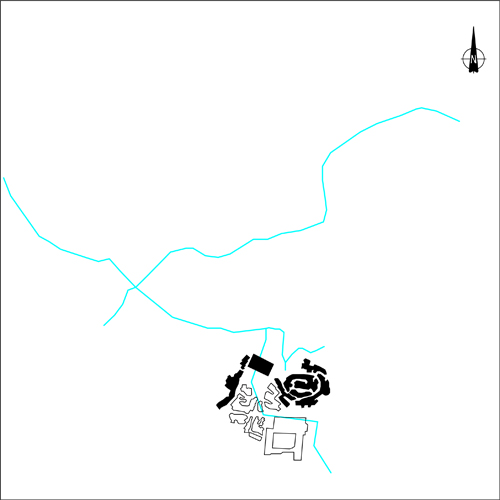
Nascita dellUniversità civica

Nel 1500 venne istituita da parte dello Stato Pontificio la commenda abadiale, che era in grado di controllare e sfruttare le risorse del territorio silano concesso al monastero florense, territorio che dunque era del demanio regio. Il territorio affidato alla commenda, che fino a quel momento rea denominato "Sila Badiale", divenne territorio della "Sila Regia". Il secondo abate commendatario, Salvatore Rota, sotto il segno della Commenda, si prodigò a conseguire uno sviluppo abitativo legato dunque allo sfruttamento dell'agricoltura e delle poche risorse infrastrutturali esistenti. In quel periodo non vi era una piazza o agorà nella quale ritrovarvisi (ad eccezione della piazzetta antistante l'Abbazia), non vi erano vie pubbliche realizzate appositamente (ma solo mulattiere in terra) e soprattutto non vi era ancora una chiesa parrocchiale. Il beneficio concesso al casale, riuscì ad attirare sui monti della Sila, numerose persone, con una costante crescita demografica, che costrinse alla realizzazione degli uffici amministrativi e giuridici. La crescita demografica e la necessità di amministrare il piccolo paese che si stava costituendo, furono determinanti per ottenere la concessione da parte di Carlo V, del privilegio di urbanizzare ed amministrare l'intera zona. Il 12 aprile del 1530, nacque dunque la San Giovanni in Fiore civica. Dopo tale decreto l'area intorno l'Abbazia si urbanizzò velocemente ma in maniera piuttosto disordinata. Non vi erano normative in vigore che regolassero l'urbanizzazione in quel tempo, cosicché il paese si diffuse in un modo piuttosto sparso, con piccoli nuclei di case separati gli uni dagli altri. I primi nuclei di case furono quello che oggi è il quartiere Cortiglio, e quello che oggi il quartiere della Cona, distanti fra di loro 200-300 metri. Il primo vero elemento che diede ordine alle costruzioni abitative, fu l'attuale piazza Gioacchino da Fiore, che nacque in contemporanea alla realizzazione della Chiesa Madre. La piazza, che in quel tempo doveva con molta probabilità essere uno spiazzo rurale e coltivato, era attraversato da una strada ripida (sielica) che collegava i due nuclei abitativi, e che collegava la nuova chiesa con l'Abbazia.

### L'Acquedotto Badiale

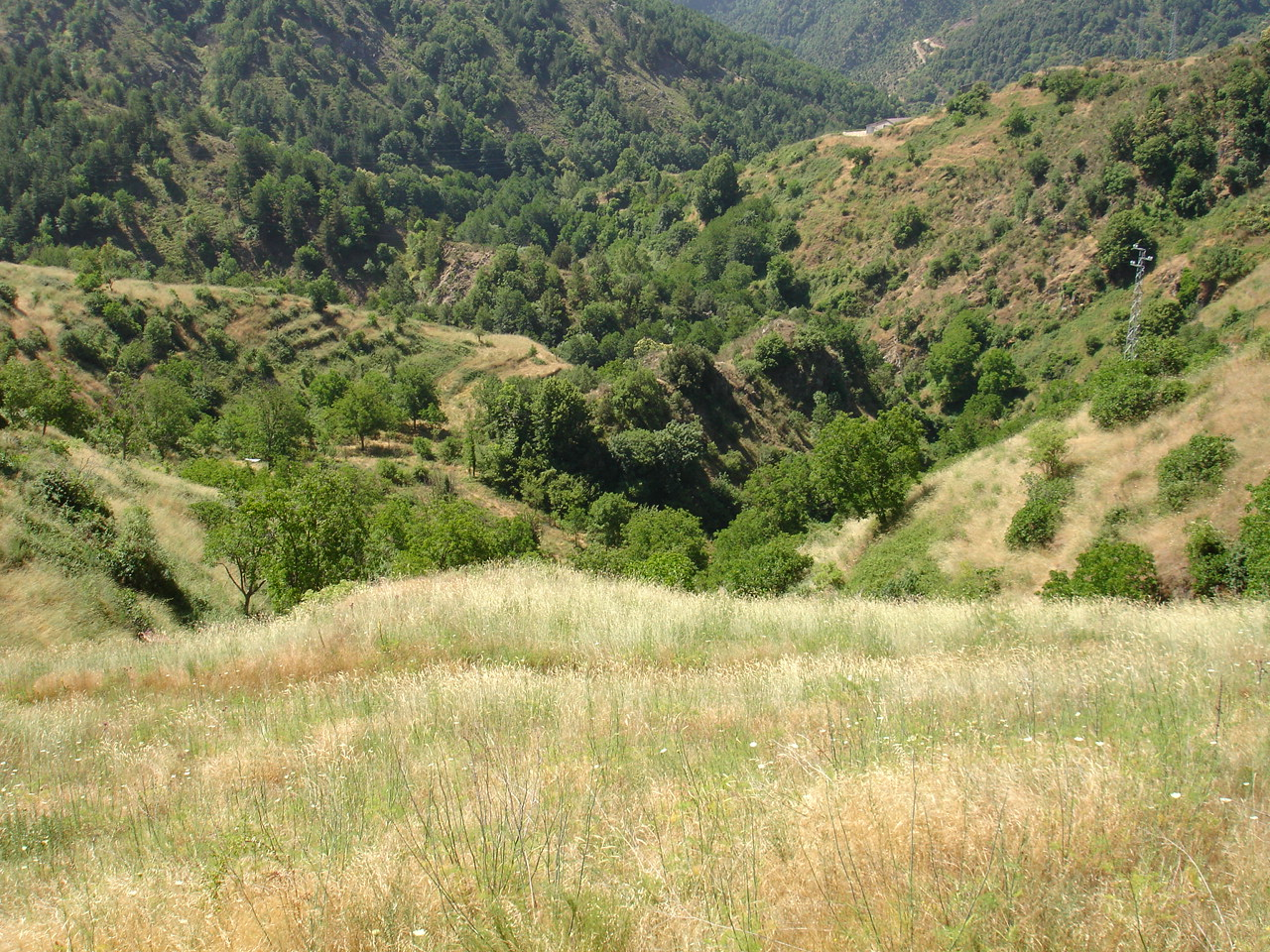
Gli antichi orti del monastero florense

Nel 1500 tutto l'impianto del paese era fortemente influenzato dall'Acquedotto Badiale, che captava le acque di Garga, arrivando sul cozzo dove attualmente vi si trova la fontana dei Cappuccini. Da qui l'acquedotto si diramava in due tronconi: il primo scendendo ad est, dalla fontana dei Cappuccini, faceva un percorso che oggi possiamo rintracciare nell'attuale via Panoramica, fino a giungere alla fontana di Fra Vincenzo, per poi cadere nel fiume Neto, posto sotto il costone della fontana; l'altro troncone percorreva il versante orientale di monte Difesa, alimentando un mulino e confluendo nel fiume Arvo. L'acquedotto badiale costituiva in questo modo, il limite urbano del paese, cingendo il casale a nord, ad est e ad ovest, mentre a sud il fiume Neto chiudeva il cerchio naturale.
L'Acquedotto Badiale rappresentava la risorsa più importante per tutta la comunità monastica, ed anche per quella futura, tant'è che venne mantenuto e curato per diversi secoli, anche nei periodi più bui del paese silano, tanto da essere considerato, fino al dopoguerra la spina dorsale dell'insediamento urbano.
Nel 1550 l'abbazia, i locali annessi e le officine erano cintati da una muraglia che aveva funzioni giuridiche e difensive, oltrepassandole infatti, si perdevano i diritti d'asilo che il re Federico II aveva concesso nel 1221. Delle vecchie mura è rimasto solo l'arco ogivale, comunemente chiamato Normanno. Fino al 1530, le poche costruzioni esistenti, tutte interamente costruite con la pietra locale, erano interne a questa cinta muraria. Vi si trovavano, oltre ad alcune case realizzate di fronte alla piazzetta antistante l'ingresso dell'Abbazia Florense, un forno, le stalle e le botteghe artigiane. Vi era inoltre l'ospizio dei forestieri e l'ospedale degli infermi.
Alle terre poste al di sotto dell'Abbazia e delle mura, fino a raggiungere il fiume Neto, furono realizzati numerosi ed ampi terrazzamenti a scopo agricolo, che seppur non più utilizzati, sono ancora oggi ben visibili agli occhi più attenti. Altri terrazzamenti furono realizzati a nord del primo nucleo abitativo e sopra di essi nelle aree più acclive e sui crinali, cominciarono a sorgere le prime case contadine. Gli acquedotti, i rigagnoli e il fiume vennero sfruttati per scopo irriguo delle terre coltivabili, grazie ad ingegnose chiuse. Tutto questo per affermare come nel XVI secolo, San Giovanni in Fiore è ancora una campagna abitata da alcuni monaci, ben lontana dal grosso centro abitato che diventerà pochi secoli dopo.

## III Fase: primo sviluppo della città

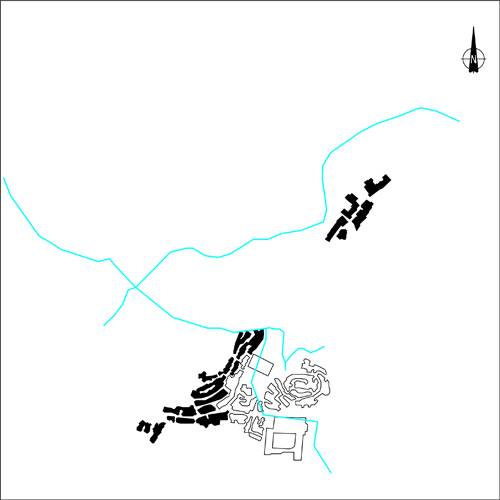
Primo sviluppo della città

Dopo che il monastero venne dato in commenda agli abati, e la conseguente nascita della San Giovanni civica, si assiste ad un rapido sviluppo urbano e demografico. Ciò che incentiva l'arrivo di nuovi abitanti è in parte riconducibile ai vantaggi fiscali che la “Sila Badiale” godeva, ed in parte anche all'ottima gestione economica delle terre fatte dai vari abati commendatari. Questi infatti, riuscirono a contenere il fenomeno speculativo sulla vendita delle terre (anche se in futuro si avranno problemi per ciò che riguardano le “usurpazioni badiali”), offrendo alle nuove popolazioni che volevano insediarsi, il lotto sulla quale edificare la casa, compreso di terreno circostante da lavorare, dando la possibilità di riuscire a realizzare un reddito familiare. Il cittadino in cambio, pagava la tassa per l'uso del suolo, con il sistema delle “decime”, ossia bisognava dare al monastero florense, la decima parte della produzione agropastorale dell'anno. Si venne a formare un sistema paese, con tessuto urbano a maglie larghe, un grande territorio che comprendeva numerosi casalini, mentre il centro del paese, il monastero, offriva i servizi primari dell'epoca.

### LaSielica
La sielica (salita ripida), è la prima arteria stradale realizzata nel paese neocivico. La sua realizzazione, promulgata dall'Abate Salvatore Rota, è di rilevante importanza per ciò che riguarda tutto il contesto urbanistico del casale che si apprestava ad assumere i connotati di un paese. L'arteria delineerà i principali orientamenti urbani del 1530 in poi, è darà origine a successive arterie viarie (altre sieliche), che costituiranno i perni della comunicazione, delle relazioni commerciali e sociali. Su di essa si innesteranno, infatti, le abitazioni del ceto medio borghese, oltreché vi si innestavano anche i principali edifici della città, specie per uso amministrativo. La sielica inoltre, darà ordinamento alla costituzioni di quella che sarà la prima piazza cittadina, l'attuale piazza Abate Gioacchino.
Il percorso della sielica è tuttora tracciabile. Partendo dalla piccola piazzetta antistante il monastero Florense, si inerpicava lungo l'attuale scalinata che porta a piazza Abate Gioacchino, soffermandosi prima sullo spiazzo antistante l'attuale Chiesa dell'Annunziata, e poi, rasentando questa, proseguiva la salita fino a raggiungere il pianoro dove sorge oggi piazza Abate Gioacchino. Da qui proseguiva per un'altra piccola salita fino a raggiungere quella che è oggi piazza Funtanella, per poi subire una diramazione, a sinistra verso rione Coschino, a destra proseguendo per vicoli e viuzze, ancora oggi esistenti, fino a raggiungere i palazzi borghesi edificati successivamente lungo la diramazione e tuttora esistenti.

### Tipologia abitativa
In nucleo urbano che si stava componendo, dunque, non era compatto e solido come i tradizionali centri storici medioevali, ma vi erano abitazioni sparse, monofamiliari, composte da un solo vano in cui si svolgeva la vita domestica. Come la famiglia che cresceva demograficamente, così anche l'abitazione viveva il proprio sviluppo, si ampliava costruendo fino al raggiungimento delle abitazioni adiacenti, realizzando in questo modo, vere e proprie "isole di pertinenza familiare".
Una prima “isola urbana” è sicuramente il rione Cortiglio, che con molta probabilità fungeva da centro amministrativo dell'Università Civica, al cui interno dunque, vi si trovavano gli edifici necessari all'amministrazione pubblica, del tribunale badiale, e delle carceri. Il Cortiglio è costituito da più casette e non da un unico palazzo di grandi dimensioni capace di contenere tutte le funzioni amministrative, ma casette unite e collegate con la piazza centrale e con l'Abbazia, attraverso una serie di viuzze, vicoli e vagli. Il Cortiglio inoltre, ospitava anche l'abitazione dell'Abate, la biblioteca e probabilmente anche l'archivio del monastero.

### I vagli

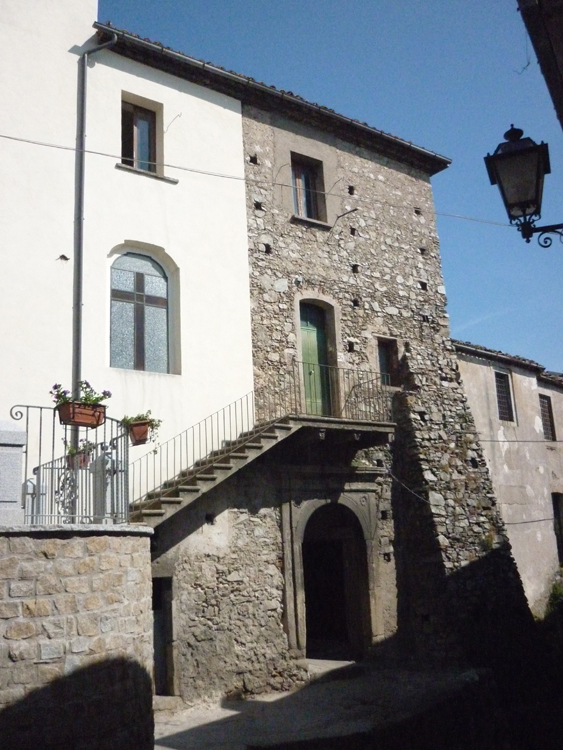
Vaglio della Cona

I "vagli" sono dei passaggi cunicolari, lasciati tra diverse costruzioni. Questi passaggi, tipici di montagna, sono il risultato di una consuetudine comune a molti centri antichi montani, ossia coprire, con sovraelevazioni di caseggiati, delle porzioni di strada, unendo in questo modo edifici, fra di loro distanti. Con i vagli si lasciava la possibilità di attraversare comunque la strada, in quanto le sovraelevazioni, venivano realizzate lasciando uno spazio in altezza minima necessaria al passaggio pedonale. Il passaggio così ricavato, rimane completamente protetto, e nello stesso tempo funge da contrafforte per la stabilità degli edifici. A San Giovanni in Fiore si contano 19 "Vagli", concentrati nel centro storico, distinguibili in tre diverse tipologie:
- la prima, riguarda i vagli che collegano due strade parallele interrompendo la quinta edilizia;
- la seconda categoria è quella dei vagli realizzati fra due quinte edilizie parallele;
- la terza categoria, riguarda vagli che immettono in cortili edilizi chiusi, per accedere agli ingressi delle abitazioni[17].

## IV Fase: sviluppo dei rioni popolari

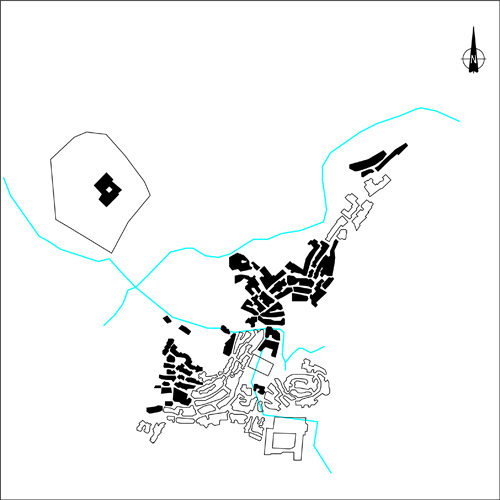
Sviluppo dei rioni popolari

La fase successiva al primo grande sviluppo urbanistico, come primo evento fa registrare il drammatico terremoto del 1638 che coinvolge totalmente l'allora villaggio silano, terremoto il cui epicentro dista a pochi chilometri dal centro abitato, nella località di Cagno, già territorio della Sila badiale, e ancora oggi facente parte del territorio comunale di San Giovanni in Fiore. La relazione compilata dall'allora consigliere Ettore Capecelatro, ed inviata al governo napoletano, fortunatamente tracciava un quadro positivo per ciò che riguarda la popolazione sangiovannese, con nessuna vittima in conto, ma disastroso per quel che riguarda lo stato delle abitazioni, con 45 case crollate e ben 58 totali, rese inagibili o semi distrutte. Considerando queste cifra, significa che circa la metà delle case del paese erano andate perse e che dovevano essere ricostruite

### Lo sviluppo del centro storico
I primi tre rioni che si vennero a costituire furono:
- il Cortiglio
- il Cognale
- il Coschino

I tre rioni nacquero in maniera spontanea, sorti come aggregati di caseggiati dei contadini che coltivavano le terre poste sotto i rioni, fino alle sponde del fiume Neto. In basso vi erano le terre coltivate a terrazzamenti e solcate degli acquari (acquedotti), mentre al di sopra di essi vi erano i quartieri. Nelle parti più in alto del paese si collocavano invece, le residenze delle famiglie di ceto medio, dette “delle arti e dei mestieri”, (notai e medici in prima fila),o comunque quelle figure destinate agli alti gradi amministrativi della società sangiovannese.

## V Fase: l'arrivo delle famiglie signorili

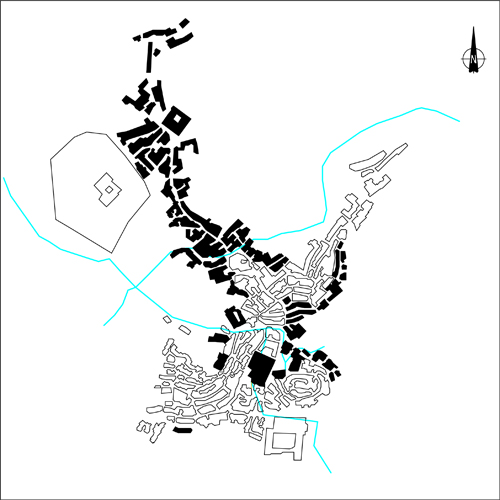
Le residenze familiari

All'inizio del Settecento la cittadina silana si presentava urbanisticamente compatta, con i vuoti urbani oramai colmati da una edificazione minuta di completamento. Il decadimento del monastero florense comportò anche politicamente, l'avvento di nuclei familiari alla quel venne concessa l'amministrazione della città. Tra la prima metà del Settecento e la prima metà dell'Ottocento cominciano così a sorgere i primi Palazzi nobiliari, delle famiglie economicamente e socialmente più influenti. Le famiglie

## Il ruolo dei Palazzi signorili nello sviluppo urbano
L'avvento delle famiglie nobiliari e la conseguente edificazioni di palazzi signorili, comportò un profondo rinnovamento nell'allora tessuto seicentesco. La problematica principale da affrontare, era certamente la compattezza del tessuto urbano e l'esiguità dei terreni a disposizione per l'edificazione delle residenze signorili. Il centro sociale e amministrativo cittadino, ossia Piazza Abate Gioacchino, era già occupato dalle prime famiglie insediatesi in paese, che però non costituivano il ceto amministrativo più altolocato.
Le famiglie più influenti furono “costrette” ad adottare soluzioni più radicali e tecnicamente difficili, ossia edificare le proprie abitazioni o lungo le vie di comunicazione principale, o sui colli che dominavano l'antico centro cittadino. Se da un lato questa soluzione non garantiva a primo impatto l'immediato connubio amministrazione/famiglia nobiliare, dall'altro lato generò la formazione di alcuni gruppi compatti di edifici familiari che, architettonicamente, riuscirono poi a dare quella sensazione di dominio verso la parte bassa del paese, sia per quanto riguarda i rioni più popolari come il Timpone-Cona, il Cognale, il Coschino-Scigatu, sia per quanto riguarda l'Abbazia Florense.
Un'altra particolarità dei Palazzi signorili di San Giovanni in Fiore, è quella di non aver creato vuoti urbani significativi intorno ad essi, visto l'esiguità dei terreni a disposizione, inoltre quasi tutti sono esenti da giardini, e i pochi palazzi che sono riusciti a destinare parte del loro lotto a giardino, hanno comunque un'area verde a disposizione molto esigua. I giardini, inoltre, inizialmente erano utilizzati ad orto per uso e consumo della famiglia, una tipicità che in qualche senso avvicinava accomunando le famiglie più importanti ai ceti meno abbienti della città.

## Il ruolo delle chiese nello sviluppo urbano
Le chiese di San Giovanni in Fiore hanno nel tempo assunto un ruolo primario nello sviluppo e nella definizione del tessuto urbano di San Giovanni in Fiore. La maggior caratteristica di questi edifici è che vennero inizialmente realizzate in luoghi isolati, che si sono urbanizzati nel tempo, assimilando gli edifici di culto nella trama edilizia sviluppatasi in seguito, snaturando quindi, le loro iniziali caratteristiche. A parte l'isolamento del Monastero Florense e del Convento dei Padri Cappuccini, isolamento presente ancora oggi, le altre chiese vennero erette in su punti territoriali ben definiti e con scopi ben precisi, come i luoghi di transito. Le principali chiese del paese, sorgono infatti lungo le principali direttrici viarie di un tempo, assumendo così il ruolo di punti di sosta o ristoro. Questo ruolo è stato assunto in particolare dalla Chiesa dell'Ecce Homo, dalla Chiesa di San Francesco di Paola e soprattutto dalla Chiesa di Santa Maria della Sanità, quest'ultima inizialmente era una da semplice cappella con icona della Madonna, divenne a seguito di un sempre maggior numero di ospiti che sostavano dinanzi l'icona, in una delle principali chiese della cittadina silana.

## VI Fase: consolidamento urbano

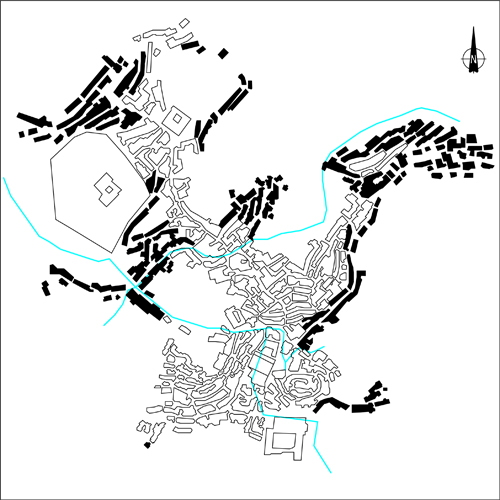
Consolidamento urbano

La sesta fase, ultima per quel che concerne lo sviluppo urbano nel centro storico, è profondamente segnata da un evento storico - economico - culturale, che caratterizzerà per quasi un secolo, la vita cittadina del paese silano, ovvero, l'emigrazione dei sangiovannesi verso le Americhe. Il fenomeno dell'emigrazione produsse tre grandi cambiamenti, in primis, un calo demografico di notevole portata; in seguito lo stravolgimento sociale di intere famiglie con i capifamiglia all'estero per lavoro, e le madri a custodire casa e figli; in terzo luogo, quello che più di altri ha influito sul cambiamento urbanistico specie nel dopoguerra, l'arrivo di ingenti somme di denaro (rimesse), che vennero proficuamente investite nell'edilizia.
Questa fase urbanistica, ha visto un sostanziale compattamento fra i vari rioni del centro storico, con la nuova edilizia realizzata fra i vuoti urbani esistenti.
Il quartiere Cognale (da cugno, ossia cuneo), continua il suo sviluppo lungo la stretta lingua di terra pianeggiante a nord dell'Abbazia, sostituendo gli antichi orti che ben si adattavano all'orografia del terreno, con modeste abitazioni monofamiliari. In questa fase si intensificano gli ampliamenti dei quartieri Cappuccini e Costa. Il convento francescano dei padri Cappuccini, un tempo completamente isolato, viene inglobato nella trama urbana, insieme ai suoi orti e giardini. Il quartiere della Cona diviene di primaria importanza poiché unica strada di collegamento fra il paese e il crotonese. Vengono a delinearsi alcune importanti direttrici stradali grazie ad opere di sventramento e viabilità che verranno effettuati tra il 1878 e il 1902. Si realizzano la via Nazionale della Costa (parte dell'attuale via Roma), la via Nuova Costa (in seguito Corso Umberto I, oggi parte di via XXV Aprile) che insieme alla via della Cona formeranno l'attuale via XXV Aprile. Del 1930 è invece lo sventramento del locale tra la Chiesa Madre e quella dell'Annunziata, con l'apertura di una terza arteria su piazza Abate Gioacchino collegando così via Nuova Costa con via Vallone.

## Lo sviluppo urbanistico nel dopo guerra e il problema dell'abusivismo

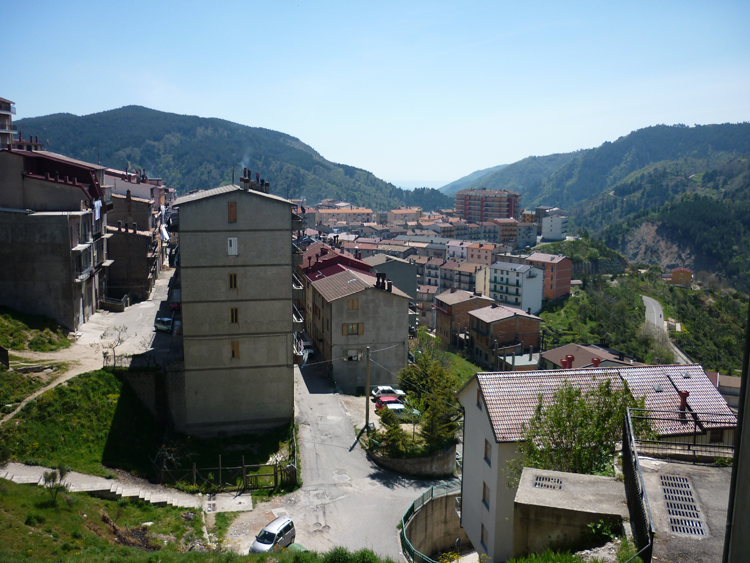
Urbanizzazione anni settanta e ottanta

Nell'ultimo decennio, lo sviluppo edilizio nel paese silano si è arrestato o per lo meno ha subito una forte riduzione, a fronte di un tentativo di recupero e ritrovamento dell'impianto urbanistico generale. Il P.R.G. del 1997, il primo, vero strumento urbanistico adottato dall'amministrazione comunale, ha per lo meno contribuito ad arginare il fenomeno. Si segnalano tentativi di architettura di qualità nelle nuove aree urbanizzate, in sostituzione di quell'edilizia povera che ha caratterizzato i decenni precedenti. Purtroppo resta ancora, forte e molto marcato il segno della “devastazione” dei decenni precedenti. Alle pregevoli e spiccate qualità del territorio circostante l'abitato, non corrisponde un centro urbano “nuovo” che per tipologie edilizie, struttura urbana, tipi di materiale usato può dirsi di montagna. Anzi, chi, attraversa la Sila, incantata dal paesaggio naturale quasi intatto, nell'insediarsi nella cittadina, rimane sbigottito dalla fastidiosa presenza di numerosi scheletri di edifici in cemento armato alti quattro-cinque piani, spesso non del tutto finiti, alla quale si aggiungono numerosi ed anonimi condomini che hanno surclassato la tipica edilizia minuta.

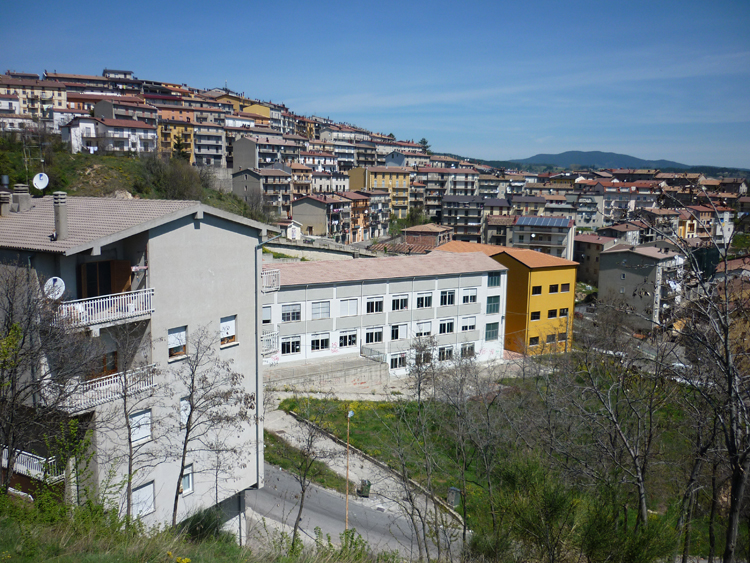
Urbanizzazione anni '70 e '80

Dal 1966 al 1977 l'amministrazione censisce ben 1.224 fabbricati con varie forme di abusivismo che vanno dalla mancanza della licenza edilizia, all'aggiunta di uno o più piani, fino all'edificazione su suoli pubblici. Al primo condono edilizio vengono presentate 2.964 richiesta di sanatoria, mentre al secondo condono edilizio ne verranno presentate 777, che sommate fanno 3.741 abitazioni su un totale di 8.657, ossia il 43% delle abitazioni sangiovannesi sono da considerare abusive o con un abuso edilizio commesso.
Fenomeno studiato da Istituti ed Università, i quali evidenziano come
...nei centri montani con un'orografia complessa, vi è stata un'espansione fatta di case non finite, iniziate negli anni settanta, spesso frutto di rimesse o rientro dalla emigrazione nei luoghi comuni di origine ...con un mancato controllo dell'edificazione e un non rispetto per le norme ...modello eclatante ed esemplificativo, tra i molti, di questa condizione dei centri montani è senza dubbio San Giovanni in Fiore”
Purtroppo l'espansione edilizia ed urbanistica che si verrà a formare, rappresenterà un grave e negativo esempio di urbanizzazione, caratterizzante molti centri del meridione d'Italia. Il tessuto edilizio, inoltre, ha cominciato a perdere di compattezza, sviluppandosi a macchia d'olio, specie lungo i pochi assi stradali di collegamento esistenti. In questo periodo si formano i rioni del “Bacile”, della “Pirainella” e, grazie alla spinta di un investimento di edilizia pubblica e popolare, il nuovo rione dell'“Olivaro”. La vecchia frazione di “Palla Palla” comincia a svilupparsi integrandosi con la città, divenendo un quartiere funzionale a sé stesso.

## Parchi e giardini

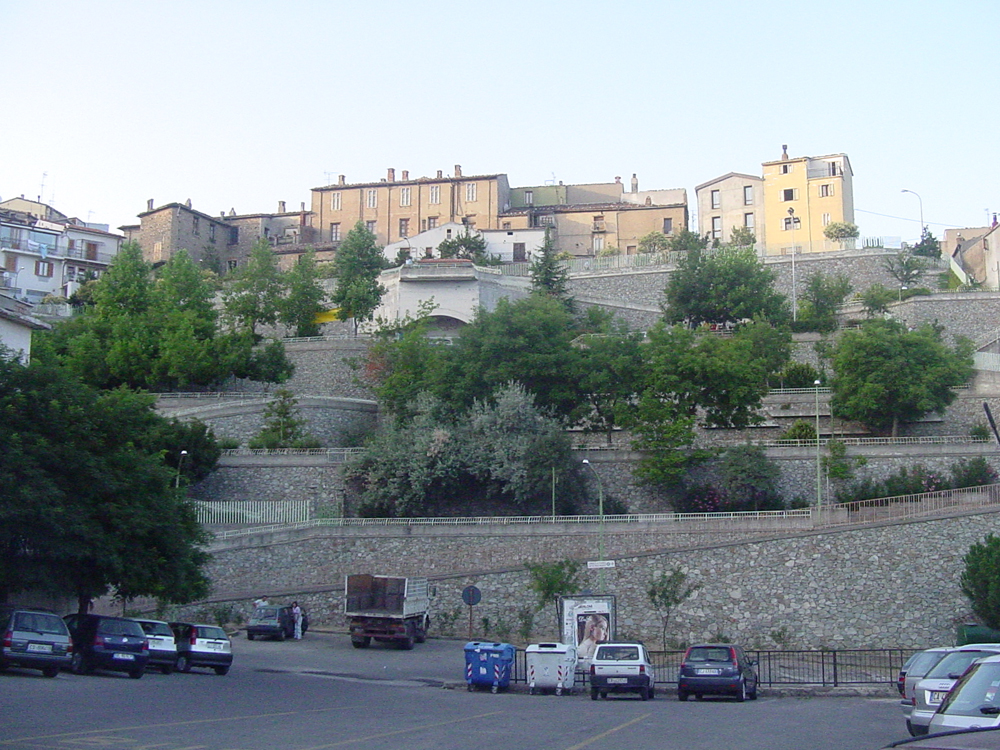
Villa comunale

San Giovanni in Fiore, pur essendo stata realizzata nel cuore della Sila, non ha sviluppato una cultura legata all'architettura del verde, non realizzando nei secoli, giardini o parchi degni di rilevanza, all'interno del proprio centro abitato. L'urbanizzazione selvaggia ed in parte abusiva degli anni sessanta e settanta, ha anche peggiorato la situazione del verde urbano, mitigato con interventi particolari solo degli anni ottanta, attraverso la realizzazione della Villa comunale, posta nel cuore della cittadina, del Parco comunale, sito a nord dell'abitato, e dei giardini dell'Abbazia Florense.
Pertanto possono essere citate come aree verdi:
- il Parco comunale
- la Villa Comunale
- i giardini dell'Abbazia Florense
- l'orto del Convento dei Padri Cappuccini

### Progetti futuri
In futuro è prevista la realizzazione di altre aree verdi. Una prima area verde dovrebbe coinvolgere una nuova arteria urbana realizzata nel 2008, meglio nota come "Variante dei Ceretti", attraverso il recupero delle aree adiacenti alla strada, con un progetto di arredo urbano. Un secondo progetto, presentato a giugno del 2009, prevede il recupero dell'area antistante la stazione ferroviaria (oramai in disuso), attraverso la realizzazione di un grande giardino pubblico, annesso alla nuova autostazione.

## Piazze

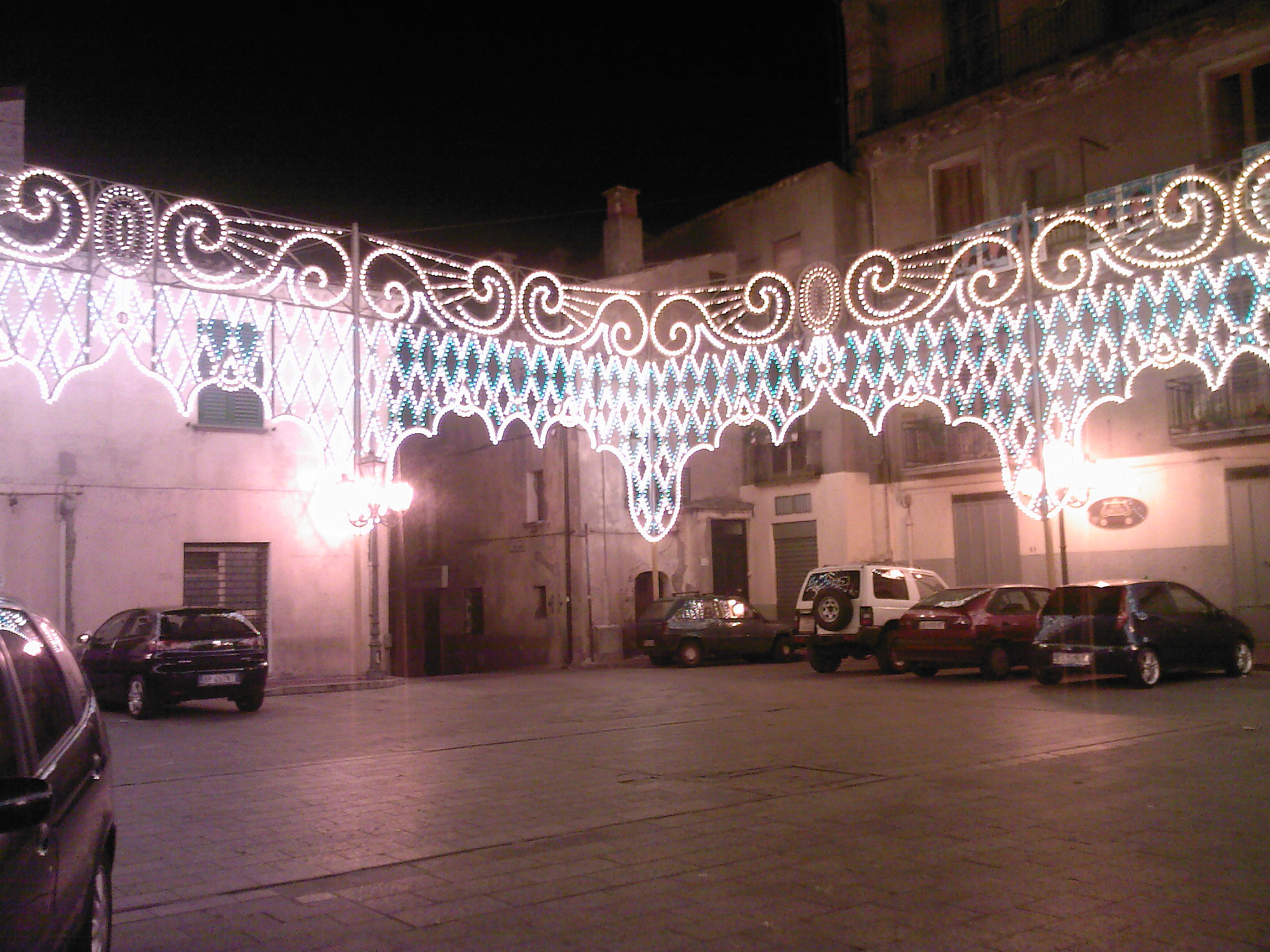
Piazza Abate Gioacchino con le luminarie nel periodo di festa per il Santo patrono

San Giovanni in Fiore storicamente, non è mai stata particolarmente ricca di Piazze. L'unica piazza chiaramente realizzata per volontà dell'Abate Salvatore Rota nella metà del Cinquecento, è Piazza Gioacchino da Fiore. Del resto, gli altri luoghi di aggregazione sociale, che nel tempo sono divenute piazze, sono databili dal dopoguerra in poi. Resta evidente come purtroppo, una mancata programmazione urbanistica, accompagnata da uno strumento regolativo adeguato, non ha valutato le piazze come capisaldi di una migliore e più precisa distribuzione urbana. Possiamo categorizzare le piazze in:
- piazze storiche - Piazza Abate Gioacchino e Piazza Funtanella
- piazze nate nel secondo dopoguerra - piazza municipio, piazza San Pio, piazza Bainsizza e piazza Abbazia di Casamari

### Piazza Abate Gioacchino

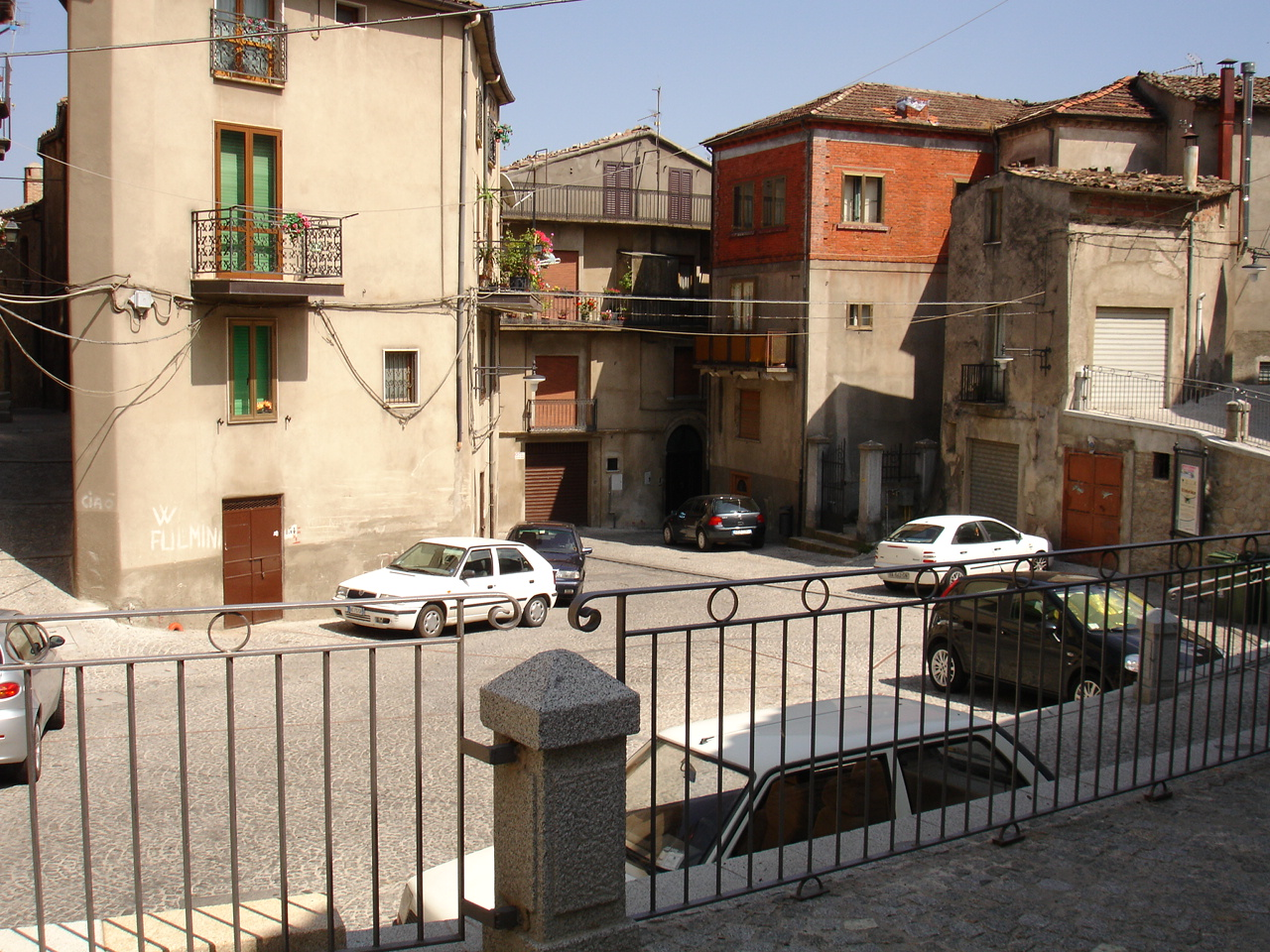
Piazzetta Funtanella

Situata di fronte alla Chiesa di Santa Maria delle Grazie, è la “Piazza” per antonomasia della città. Luogo di ritrovo, utilizzata per manifestazioni e concerti, deve una sua grave limitatezza al fatto di non essere una piazza chiusa. Transitabile dal punto di vista viario, la qual cosa ne peggiore fortemente l'aspetto e le condizioni, è soprattutto utilizzata come parcheggio per le poche attività commerciali che vi gravitano. La caratteristica da Piazza pedonale, è un progetto ormai tristemente abbandonato, sin da quando, la piazza, che una volta terminava a mo' di “cul de sac”, fu aperta tramite lavori di sventramento, atti a separare la già citata Chiesa di Santa Maria delle Grazie, dall'attigua Chiesa dell'Annunziata. La forma della Piazza è di curioso e particolare senso urbanistico. Di forma irregolare, sembra che un tempo questa avesse una forma limpida rettangolare. La Presenza di un Palazzo nobile, il Palazzo Romei, ne ha compromesso la forma, incuneandosi nella Piazza, in posizione trasversale alla facciata della Chiesa. Tale teoria sarebbe confermata dalla data dei due manufatti, quello della Chiesa (1700 dopo il totale rifacimento) e quello di Palazzo Romei (1850).

### Piazzetta"Funtanella"
Storica piazzetta sita nel centro storico dista poche decine di metri da Piazza Gioacchino da Fiore. Chiamata così perché vi era la prima fontana pubblica del paese, costruita nel 1536 dall'abate Salvator Rota. La fontana originale aveva una vasca grande, dove, oltre a facilitare il riempimento di "gummuli", fiaschi e barili, si potevano lavare anche i panni. Di recente il Comune ha eseguito dei lavori di ripavimentazione, che hanno alterato l'aspetto complessivo delle antiche quote, perciò si è favorito l'installazione di un disegno a chiocciola, prima inesistente, che ha comportato la grave menomazione della fontana del 1536, la quale è stata miseramente ridotta a "mangiatoia (schifo) per animali", da chi ha pensato e acconsentito di rovinare l'ultimo monumento ancora intatto nel centro storico, già bene primario dal 1536 al 1950 dei cittadini sangiovannesi, che non possono più usare la loro storica fontana e sono costretti a vedere, accanto a quel che resta di essa, una misera statua seriale che rappresenta una lavandaia vestita con abiti del nord Italia, certamente inadeguata e fuori dalla nostra storia.
Accanto a detta fontana un tempo ospitava il cancello delle sarde, fatto costruire dall'amministrazione comunale verso la fine dell'Ottocento. Questo era una grande gabbia di ferro, dalle dimensioni di una stanza, con al centro un tavolo di marmo e dove ogni venerdì si vendevano i pesci che venivano portati in paese (a dorso di un mulo), da un certo sig. Cortese, che prelevava il pesce dalle zone di Strongoli. Fino agli anni sessanta, la struttura continuò a esercitare la sua funzione. Quando la funzione di “piazzetta mercato” dove vendere pesce venne meno, la piazzetta subì un profondo cambiamento, tale che il suolo fu ritenuto edificabile e al centro della piazzetta venne costruito un edificio privato. 
Attraverso il PSU 2000-2006 si decise di mettere le mani sul luogo della piazzetta. L'edificio fu espropriato e abbattuto e la piazzetta restituita alla città nel 2007 dopo circa 40 anni senza la sua storica fontana. Nonostante tutto, In questi pochi anni nella piazzetta sono state realizzate mostre, manifestazioni, sagre e concerti, divenendo un luogo utile e di ritrovo, alternativo alla vicina Piazza Gioacchino da Fiore.

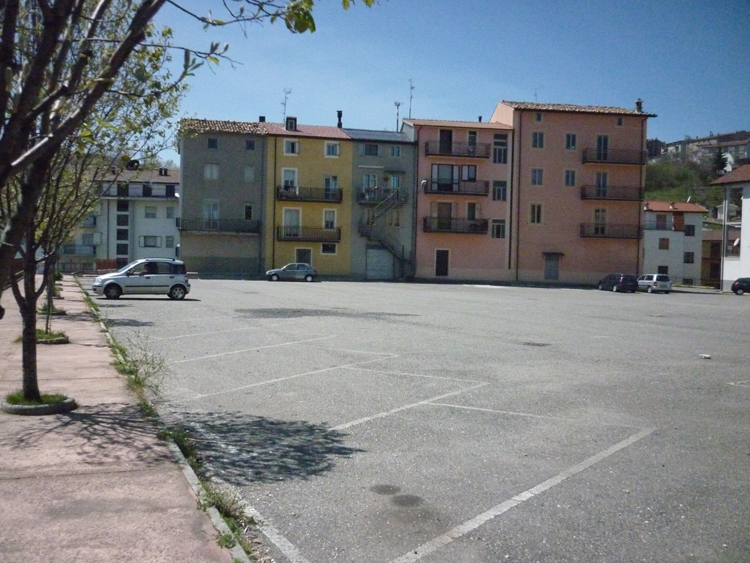
Piazza Bainsizza

### Altre piazze
- Piazza Aldo Moro
- Piazza - Sagrato Convento dei Padri Cappuccini
- Piazza Municipio
- Piazza Abbazia di Casamari (ex p.zza Livorno)
- Piazza San Pio (ex p.zza mercato)
- Piazza Bainsizza
- Anfiteatro del centro storico